# Фатмев
Фатмев (тадж. Фатмев) — посёлок в Айнинском районе Согдийской области Таджикистана.
Административно, входит в состав Рарзского джамоата.